# アメリカン・ソルジャー
『アメリカン・ソルジャー』（原題: Thank You for Your Service）は2017年にアメリカ合衆国で公開されたドラマ映画である。監督はジェイソン・ホール、主演はマイルズ・テラーとヘイリー・ベネットが務めた。本作はデイヴィッド・フィンケルが2013年に発表したノンフィクション『帰還兵はなぜ自殺するのか』を原作としている。なお、本作はホールの監督デビュー作となった。
本作は日本国内で劇場公開されなかったが、2018年4月11日にDVDが発売された。

## ストーリー
15ヶ月間のイラクでの従軍生活を終えたアダム・シューマンは故郷のカンザス州に帰還した。帰宅したアダムは妻のサスキアと2人の子供たちに温かく迎えられた。その後、アダムは睡眠障害やフラッシュバックに苦しめられるようになった。PTSDの可能性を疑ったサスキアの薦めで、アダムは退役軍人省に相談することにした。相談窓口は苦しみを抱える退役軍人たちでごった返していた。しばらくして、アダムの元に従軍時代の友人（トーソロ）から悲報が届いた。ビリー・ウォーラーが婚約者（ベル）の目の前で自殺したのだという。ウォーラーはイラクへ行く前にベルと結婚の約束をしていたが、彼の長期にわたる従軍中にベルの恋心は薄れてしまった。その絶望から自殺するに至ったのだという。
アダムの精神的不調は仲間（マイケル・エモリー）の救出に失敗したというトラウマに起因するものであった。エモリーは半身不随になってはいたが、救出に尽力してくれたアダムに感謝していた。それでもなお、アダムは自分を責め続けていたのである。その頃、トーソロもまたPTSDに苦しんでおり、ついには記憶の一部を喪失するまでに至っていた。トーソロは再びイラクへ派遣されることを切望していたが、その願いが叶うことはなかった。失意のトーソロは麻薬密売人のグループに与するようになってしまった。

## キャスト
- マイルズ・テラー - アダム・シューマン (板倉光隆)
- ヘイリー・ベネット - サスキア・シューマン (松井茜)
- ビューラ・コアレ - トーソロ・アイアティ (逢笠恵祐)
- ジョー・コール - ビリー・ウォーラー (坂田明寛)
- エイミー・シューマー - アマンダ・ドスター (増岡裕子)
- ブレッド・バイアー - ジェームズ・ドスター
- ケイシャ・キャッスル＝ヒューズ - アーレア
- スコット・ヘイズ - マイケル・アダム・エモリー (荒井勇樹)
- オマー・ドージー - ダンテ
- ジェイソン・ワーナー・スミス - 受付
- ショーン・P・マックゴールドリック - クリス・カイル・Jr
- ケイト・リン・シール - ベル
- その他の日本語吹き替え‐土井真理、櫻井健太郎、菊池通武、東和良、佐々健太、伊沢磨紀、東内マリ子、織部ゆかり、土屋直人、山本善寿

## 製作期間
2013年3月12日、ドリームワークスはデイヴィッド・フィンケルのノンフィクション『帰還兵はなぜ自殺するのか』の映画化権を獲得し、スティーヴン・スピルバーグを監督として起用する予定だと発表した。脚色はジェイソン・ホールが担当することになった。6月4日には、ダニエル・デイ＝ルイスの起用が検討されているとの報道があった。
2015年6月30日、ジェイソン・ホールが監督も担当することになったと報じられた。8月19日、マイルズ・テラーが本作の出演交渉に臨んでいるとの報道があった。10月20日、ヘイリー・ベネットの出演が決まったと報じられた。12月2日、ボーラ・コールがキャスト入りした。2016年1月7日、スコット・ヘイズが本作に出演するとの報道があった。28日、ジョー・コールとジェイソン・ワーナー・スミスの出演が決まった。2月9日、エイミー・シューマー、ケイシャ・キャッスル＝ヒューズ、ブレッド・バイアー、オマー・ドージーらのキャスト入りが報じられた。4月、ケイト・リン・シールが本作に出演すると報じられた。
2016年2月9日、本作の主要撮影がジョージア州アトランタで始まった。3月には同州内のダルースでの撮影が行われた。

## 公開・プロモーション
2017年10月15日、本作はハートランド映画祭でプレミアを迎えた。20日、ユニバーサル・ピクチャーズとドリームワークスはAMCシアターズと共同で退役軍人及び現役の兵士たちに1万枚以上の無料鑑賞券を配付すると発表した。

## 興行収入
本作は『ジグソウ:ソウ・レガシー』及び『サバービコン 仮面を被った街』と同じ週に公開され、公開初週末に500万ドル前後を稼ぎ出すと予想されていたが、実際の数字はそれを下回るものであった。2017年10月27日、本作は全米2054館で封切られ、公開初週末に381万ドルを稼ぎだし、週末興行収入ランキング初登場6位となった。

## 評価
本作は批評家から好意的に評価されている。映画批評集積サイトのRotten Tomatoesには90件のレビューがあり、批評家支持率は77%、平均点は10点満点で6.7点となっている。サイト側による批評家の見解の要約は「『アメリカン・ソルジャー』には真剣かつパワフルな演技があり、戦争の精神面への影響という恐ろしい問題に苦闘する兵士たちに視点を当てている。ただ、それは必ずしも完全ではない。」となっている。また、Metacriticには34件のレビューがあり、加重平均値は68/100となっている。なお、本作のCinemaScoreはA-となっている。